# ハーディング裕子
ハーディング裕子（ハーディングゆうこ、1966年9月13日 - ）は、オーストラリア法弁護士。YH Legal Pty Ltd trading as Harding Legalハーディング法律事務所代表弁護士。一般社団法人WAOJEの4代目本部代表理事。兵庫県西宮市出身。

## 人物
元々ピアノ演奏家を目指していたが、英語に強い関心があり、大阪芸術大学在学中のアメリカ語学留学をきっかけに、大学卒業後はスウェーデンに約3年居住。のちオーストラリアへ移住。ボンド大学で応用言語学修士ディプロマ卒業、在学中は日本語教師も勤める。
その後、クイーンズランド工科大学法学部、ボンド大法学部修士ディプロマを卒業後、2003年9月にクイーンズランド州高等裁判所から任官を受け弁護士資格を取得、弁護士になる。
オーストラリアの地元の法律事務所で9年間の実務経験を経て、2012年7月に独立、ハーディング法律事務所を開業。主に、豪州進出、豪州不動産/ビジネス売買、オフィス/店舗賃貸契約、遺言書を含む相続手続きに関する法律業務を専門に取り扱う。ゴールドコーストを拠点に、ケアンズ、シドニー、メルボルンの案件も多数扱う。
2022年4月より日本人起業家のグローバルネットワークである一般社団法人WAOJEの本部代表理事を務める（7-8期）。

## 経歴
| 年代            | 経歴 |
| --------------- | --- |
| 2003年9月       | クイーンズランド州高等裁判所より弁護士任官を受け、弁護士資格取得                                                                 |
| 2003年 - 2012年 | 豪州ゴールドコーストの地元法律事務所所属（ハインズ法律事務所、スモール・マイヤーズ・ヒューズ法律事務所、ハートネット法律事務所） |
| 2012年7月 -     | ハーディング法律事務所 独立開業                                                                                                  |

## 学歴
| 年代            | 学歴                                                                |
| --------------- | ------------------------------------------------------------------- |
| 1990年          | 大阪芸術大学 芸術学部音楽教育学科卒業 芸術学士取得                  |
| 1998年          | ボンド大学(オーストラリア) 人文学部応用言語学修士ディプロマ卒業     |
| 2000年 - 2003年 | クイーンズランド工科大学(オーストラリア) 法学部卒業 法学士取得      |
| 2003年          | ボンド大学(オーストラリア) 修士ディプロマ(リーガルプラクティス)卒業 |
| 2010年2月       | 立命館大学 法学部 日本法(東京セミナー)終了                          |

## 所属団体
- オーストラリア・クイーンズランド州弁護士会
- ゴールドコースト日本商工会議所 正会員
- シドニー日本商工会議所 準会員
- WAOJE (World Association of Overseas Japanese Entrepreneurs) 会員
- EO (Entrepreneurs’ Organization) Queensland会員
- The Australian Network for Japanese Law 会員
- Queensland Japan Chamber of Commerce and Industry (Inc.) プレミアム会員
- ゴールドコースト日本人会 会員
- Japan Community of Queensland Inc. 会員

## 著書
- 2022年「ポストコロナ時代を生き抜くビジネスSTORY30」（共著）（リスナーズ株式会社）